# Hr.Ms. Terschelling (1942)
De Hr.Ms. Terschelling (FY 174) ex HMS MMS 174 was een Nederlandse mijnenveger van het type MMS 105, vernoemd naar het Friese waddeneiland Terschelling. Het schip werd gebouwd door de Britse scheepswerf J.W. & A. Buckham uit Brixham. Hetzelfde jaar dat het schip werd gebouwd werd het in dienst genomen bij de Nederlandse marine. Zes dagen na de indienstname werd het schip, tijdens een Duitse luchtaanval, zo zwaar beschadigd dat het zonk. Bij de aanval vielen geen doden maar raakten wel vijf opvarenden gewond. Nadat eind september 1942 het wrak was gelicht werd het in oktober van datzelfde jaar overgedragen aan de Britse marine.
In 1943 werd er door de Nederlandse marine de Britse MMS 234, een mijnenveger van het type MMS 105 aangeschaft ter vervanging van dit verloren gegane schip.